# Hawayo Takata
Hawayo Hiromi Takata (24 de dezembro de 1900 – 11 de dezembro de 1980) foi uma mulher nipo-americana nascida em Hanamaulu, Território do Havaí, que ajudou a introduzir a prática espiritual do Reiki no mundo ocidental.
Takata foi treinada em Reiki por Chujiro Hayashi em Tóquio, Japão e tornou-se mestre praticante em 1940. Hayashi aprendeu com Mikao Usui, o primeiro mestre de Reiki, no início do século XX. A identificação da linhagem de treinamento é comum entre os praticantes de Reiki. Dentro da tradição, Takata é às vezes conhecida como Grande Mestre Professor de Reiki Hawayo Takata.
Takata mentiu sobre a história de desenvolvimento do Reiki para tornar o Reiki mais atraente para o Ocidente. Para isso, ela fez uma relação do Reiki com Jesus Cristo e não com o Budismo. Ela também apresentou falsamente Usui como reitor de uma escola cristã. Takata afirmou que Usui havia se inspirado na história de Jesus Cristo, que curava com o toque de sua mão, e por isso veio para os Estados Unidos para aprender Reiki. Ela disse isso para disseminar o Reiki também entre os cristãos, acreditando que, caso contrário, seria extinto.[carece de fontes?]. No entanto, o Reiki originou-se do Budismo.
Takata morreu às 2h45 do dia 11 de dezembro de 1980 no Van Buren County Memorial Hospital, em Keosauqua, Iowa.